# Wood-Cottage (Le Vésinet)

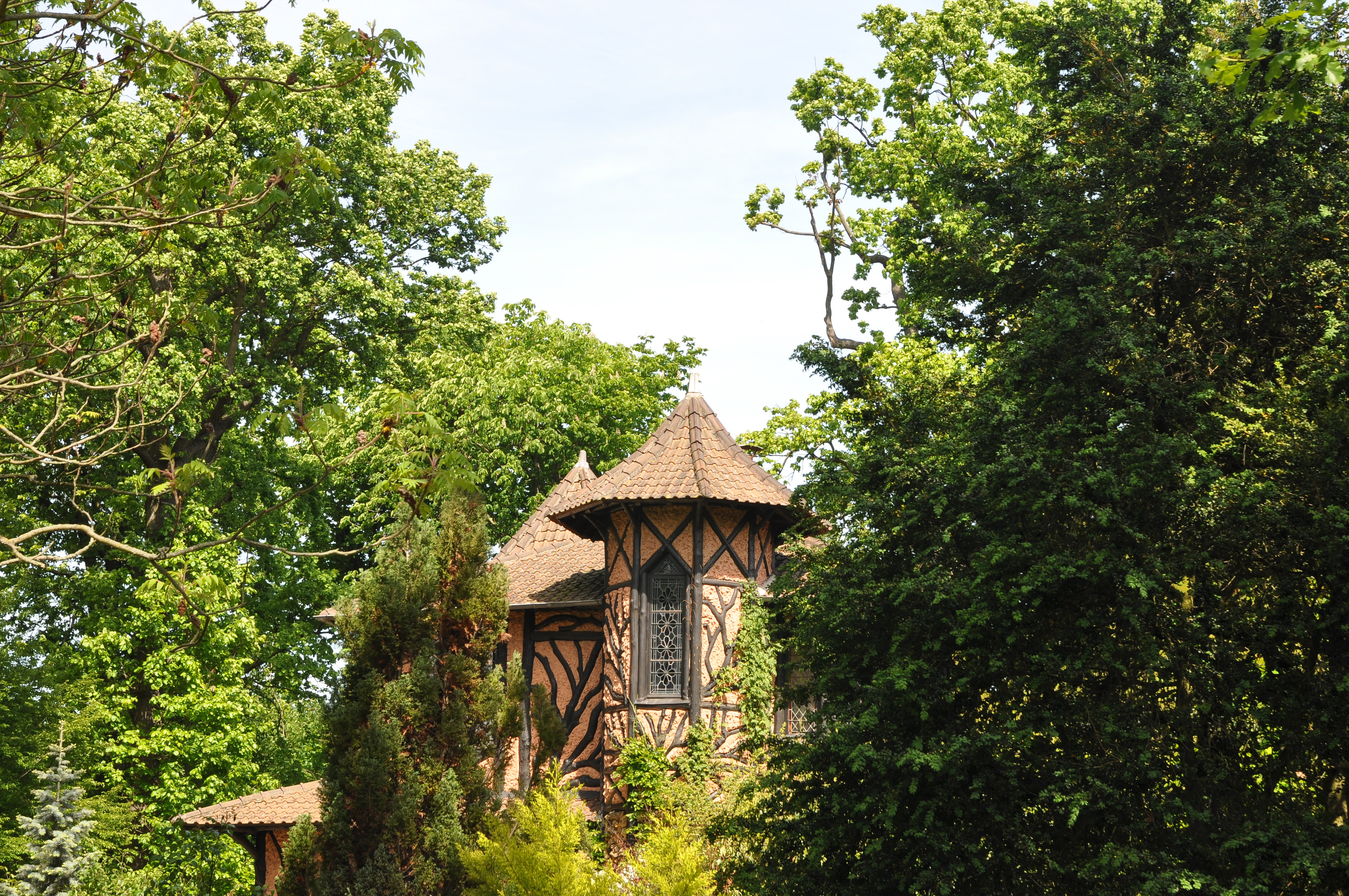
Villa Wood-Cottage in Le Vésinet

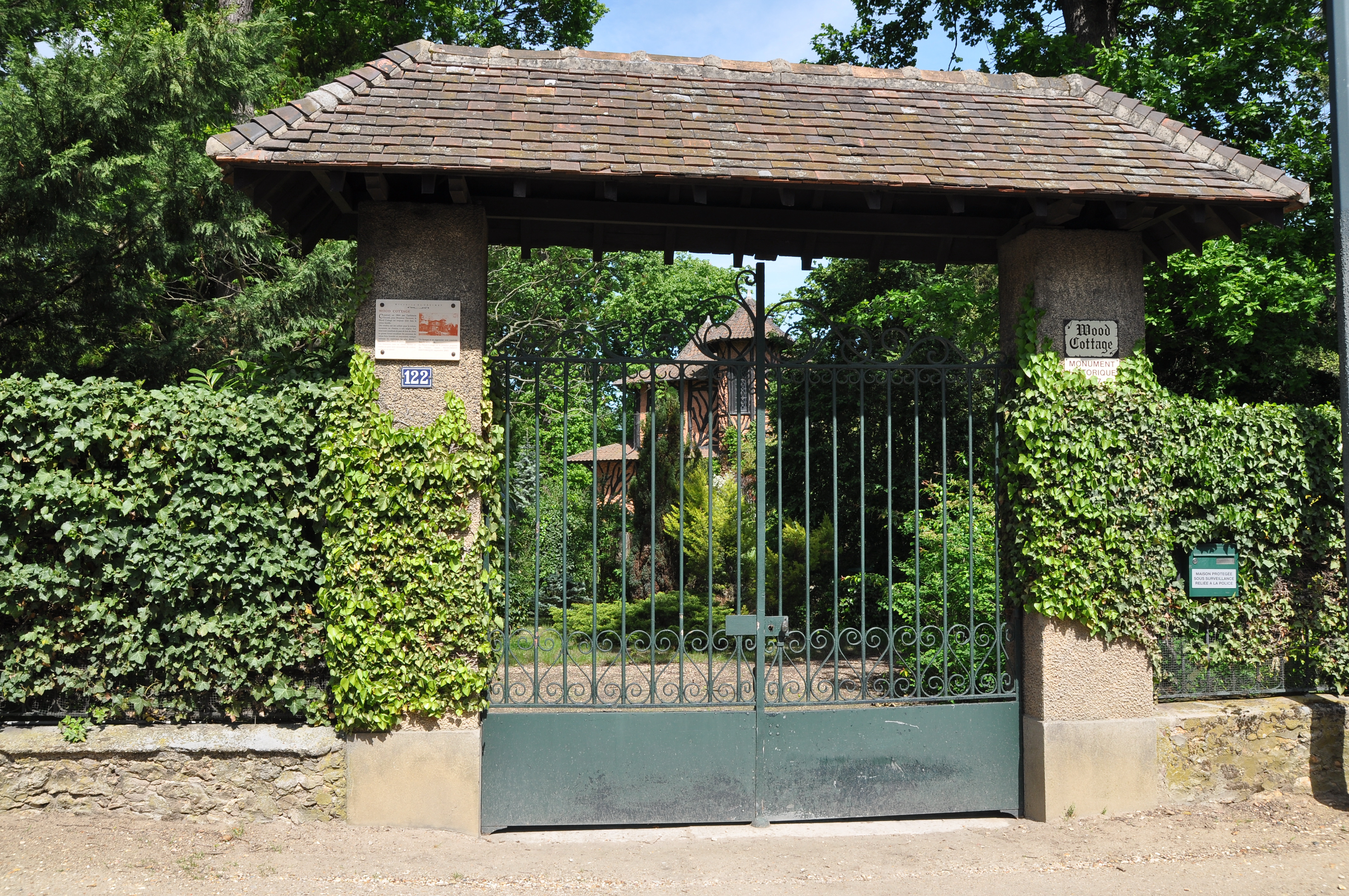
Einfahrt

Das sogenannte Wood-Cottage in Le Vésinet, einer französischen Gemeinde im Département Yvelines der Region Île-de-France, wurde von 1857 bis 1863 für die Familie Taconnet errichtet. Die Villa am Boulevard des États-Unis Nr. 122, eine der ersten im neu geschaffenen Villenviertel, ist seit 2000 als Monument historique geschützt.
Das zweigeschossige Fachwerkhaus wurde nach Plänen des Architekten Tricotel errichtet, der für seinen Landhausstil bekannt war. An jeder der vier Hausseiten ist ein polygonales Türmchen angebaut. Ursprünglich hatte das Haus ein Reetdach, heute ist es mit Dachziegeln gedeckt.  
Im Inneren ist die ursprüngliche Ausstattung aus Holz wie Türen, Treppe, Kamin usw. erhalten.